# Vettor Pisani
Vettor Pisani, beneški admiral in politik, * 1324, † 1380.